# Mojosari (Sedan)
Mojosari is een bestuurslaag in het regentschap Rembang van de provincie Midden-Java, Indonesië. Mojosari telt 2481 inwoners (volkstelling 2010).